# Beer (cràter marcià)
Beer és un cràter situat dins la regió del quadrangle Sinus Margaritifer (MC-19) del planeta Mart, anomenat en honor de l'astrònom alemany Wilhelm Beer. S'hi troba amb el sistema de coordenades planetocèntriques a -13.75 ° latitud N i 352.58 ° longitud E. Fa un diàmetre de 85.5 quilòmetres.
Beer s'hi troba al sud-oest del Meridiani Planum (centrat en les coordenades 14° 28′ 12″ S, 351° 49′ 48″ E. Així mateix, s'hi localitza uns 8° a l'oest del meridià zero; i al voltant de 10° també a l'oest del cràter Mädler. Comparteix aquesta mateixa zona amb el cràter Schiaparelli.

## Meridià zero de Mart
Quan Beer i el seu col·laborador Mädler van fer els primers mapes raonablement bons de Mart al començament de la dècada de 1830, van seleccionar com a meridià zero un element particular de la superfície del planeta d'albedo especialment fosc, posteriorment denominat Sinus Meridiani ("Badia del Meridià"). La seva elecció va quedar reforçada quan Giovanni Schiaparelli va utilitzar en 1877 el mateix sistema de referència per als seus famosos mapes de Mart.

Aquest sistema va perdurar fins a 1969, quan es va disposar de les fotografies de les missions Mariner 6 i 7, i va ser substituït per l'actual sistema de referència, molt més precís: el nou meridià zero de Mart triat va ser el meridià que passa pel centre del cràter Airy-0 (5° 06′ 00″ S, 0° 00′ 00″ E / 5.1°S,0.000°E)
La designació Sinus Meridiani (que fa referència a una badia, reminiscència de les primeres observacions de Mart en les quals les zones fosques de la seva superfície es van identificar erròniament com a mars), ha estat substituïda en la nomenclatura oficial de la UAI per la denominació Meridiani Planum, eliminant del nom connotacions marines.
En ocasió de l'aterratge de la sonda de la NASA Opportunity en 2004 (en les coordenades 1° 56′ 46″ S, 354° 28′ 24″ E / 1.9462°S,354.4734°E), el Meridiani Planum va adquirir una certa notorietat en els mitjans de comunicació.